# Agreste de la Paraíba
L'Agreste de la Paraíba (Agreste Paraibano en portugais) est l'une des 4 mésorégions de la Paraíba, au Brésil. Elle regroupe 66 municipalités regroupées en 8 microrégions.

## Données
La région compte 1 180 886 habitants pour 12 914 km2.
Les principaux centres urbains de la région sont Campina Grande, Guarabira, Solânea, Areia, Bananeiras, Alagoa Grande et Arara.

## Microrégions
La mésorégion de l'Agreste de la Paraíba est subdivisée en 8 microrégions :
- Brejo Paraibano
- Campina Grande
- Curimataú occidental
- Curimataú oriental
- Esperança
- Guarabira
- Itabaiana
- Umbuzeiro